# Herb Nowowołyńska

Herb Nowowołyńska

Na czerwonym polu umieszczono połowę srebrnego krzyża (z herbu Wołynia) i piramidę składającą się z 10 mniejszych czarnych piramid (symbolizują 10 nowowołyńskich kopalni węgla kamiennego). Tarcza herbowa zwieńczona jest miejską basztą – oznaką prawa magdeburskiego (samorządności miasta). Autorem herbu jest Leonid Loniuk.